# Espai prehilbertià

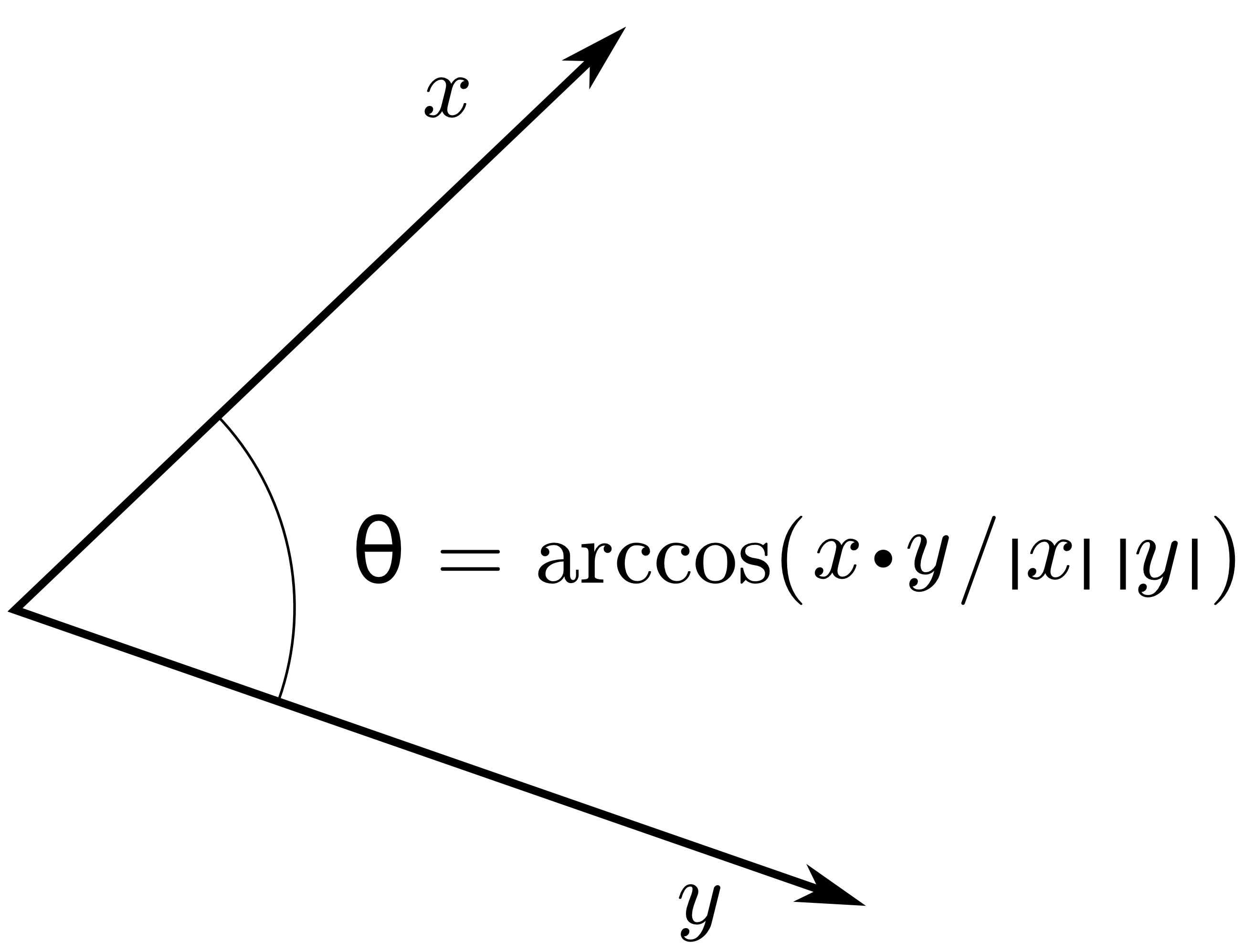
Interpretació geomètrica de l'angle que formen dos vectors defenit usant el producte escalar.

Un espai prehilbertià o espai prehilbert és un espai vectorial proveït d'un producte escalar. Més concretament, és un parell {\displaystyle (V,\langle \cdot |\cdot \rangle )}, on {\displaystyle V\,} és un espai vectorial sobre un cos {\displaystyle \mathbb {K} } i {\displaystyle \langle \cdot |\cdot \rangle } és un producte escalar en {\displaystyle V\,}.
L'espai prehilbertià és un tipus d'espai mètric amb la mètrica induïda per la norma que es pot definir a partir del producte escalar. Un espai prehilbertià que a més sigui un espai complet és un espai de Hilbert o hilbertià. Si és de dimensió finita i definit sobre el cos dels nombres reals, aleshores és un espai euclidià.
Una condició necessària perquè un espai prehilbertià sigui un espai de Hilbert és que el cos base {\displaystyle \mathbb {K} } siguin els nombres reals {\displaystyle \mathbb {R} } o els nombres complexos {\displaystyle \mathbb {C} }. Així, cap espai prehilbertià sobre els nombres racionals {\displaystyle \mathbb {Q} } pot ser un espai de Hilbert.

## Definició
Formalment, un espai prehilbertià és un espai vectorial V sobre un cos {\displaystyle \mathbb {K} } (Pot ser {\displaystyle \mathbb {R} } o {\displaystyle \mathbb {C} }), el qual té una operació definida amb la següent funció:
{\displaystyle \langle \cdot ,\cdot \rangle :V\times V\rightarrow \mathbf {K} }
anomenada producte escalar, que satisfà certs axiomes:
- Hermítica:

{\displaystyle \forall x,y\in V,\ \langle x,y\rangle ={\overline {\langle y,x\rangle }}.}
Si K = R, la propietat de hermítica és la simetria ordinària:
{\displaystyle \langle x,y\rangle =\langle y,x\rangle .}
Aquesta condició implica que {\displaystyle \langle x,x\rangle \in \mathbb {R} } per a tot {\displaystyle x\in V}, perquè {\displaystyle \langle x,x\rangle ={\overline {\langle x,x\rangle }}}.
- Sesquilineal:[1]

{\displaystyle \forall a\in K,\ \forall x,y\in V,\ \langle ax,y\rangle =a\langle x,y\rangle .}
{\displaystyle \forall x,y,z\in V,\ \langle x+y,z\rangle =\langle x,z\rangle +\langle y,z\rangle .}
Combinant aquesta propietat amb la de ser hermítica:
{\displaystyle \forall b\in K,\ \forall x,y\in V,\ \langle x,by\rangle ={\overline {b}}\langle x,y\rangle .}
{\displaystyle \forall x,y,z\in V,\ \langle x,y+z\rangle =\langle x,y\rangle +\langle x,z\rangle .}
En el cas que el cos sigui {\displaystyle \mathbb {R} } aquesta propietat implica que el producte escalar és bilineal.
- Definida positiva:

{\displaystyle \forall x\in V,\ \langle x,x\rangle \geq 0.} (Té sentit, ja que {\displaystyle \langle x,x\rangle \in \mathbb {R} } per a tot {\displaystyle x\in V}.)
A més, l'únic vector que en fer el producte escalar amb ell mateix és zero, és el vector nul. Això s'expressa així:
{\displaystyle \langle x,x\rangle =0\;{\mbox{ si }}x=0.}

## Normes en espais prehilbertians
En els espais amb producte escalar es defineix una norma
{\displaystyle \|X\|={\sqrt {\langle x,x\rangle }}.}
La norma està ben definida, per ser sempre el producte escalar d'un vector per si mateix un nombre real més gran o igual que zero. A espais euclidians defineix la "longitud" del vector x. A més es tracta d'una norma per complir les condicions:
- {\displaystyle \|X\|} és sempre positiva i val zero si i només si x val zero.

- Homogeneïtat: per a tot vector x i r un escalar:

{\displaystyle \|r\cdot x\|=|r|\cdot \|x\|.}
- Desigualtat triangular: per a tot vector x i y

{\displaystyle \|x+y\|\leq \|x\|+\|y\|.}
Usant els axiomes ja esmentats es poden demostrar els següents teoremes:
- Desigualtat de Cauchy-Schwarz: per x i y elements de V

{\displaystyle |\langle x,y\rangle |\leq \|x\|\cdot \|y\|}
La igualtat es compleix si i només si x i i són linealment dependents
Aquesta és una de les més importants desigualtats en la matemàtica. També és coneguda en la literatura matemàtic russa com la desigualtat Cauchy-Bunyakowski-Schwarz 
La prova d'aquest teorema i les seves aplicacions poden trobar al article sobre la desigualtat de Cauchy-Schwarz
- Llei del paral·lelogram:

{\displaystyle \|x+y\|^{2}+\|x-y\|^{2}=2\|x\|^{2}+2\|y\|^{2}.}
- Teorema de Pitàgores: siguin x i y vectors ortogonals, aleshores

{\displaystyle \|x\|^{2}+\|y\|^{2}=\|x+y\|^{2}.}
Aquestes últimes dues identitats només requereixen expressar la definició de la norma en termes del producte intern, fer les operacions i usar els axiomes de norma.
Una generalització fàcil del teorema pitagòric que pot ser provada per inducció és la següent:
- Si x  1 , ..., x  n  són vectors ortogonals, o sigui, < x  j , x  k > = 0 per a tot j , k diferent, llavors

{\displaystyle \sum _{i=1}^{n}\|x_{i}\|^{2}=\left\|\sum _{i=1}^{n}x_{i}\right\|^{2}.}

## Exemples
- Un exemple trivial són els nombres reals amb la multiplicació estàndard com a producte intern.

{\displaystyle \langle x,y\rangle :=xy}
- Més generalment, qualsevol espai euclidià Rn amb el producte escalar és un espai amb producte intern.

{\displaystyle \langle (x_{1},\ldots ,x_{n}),(y_{1},\ldots ,y_{n})\rangle :=\sum _{i=1}^{n}x_{i}y_{i}=x_{1}y_{1}+\cdots +x_{n}y_{n}}
Es té la norma:
{\displaystyle \|X\|={\sqrt {\sum _{i=1}^{n}x_{i}^{2}}}={\sqrt {x_{1}^{2}+\cdots +x_{n}^{2}}}.}